# Муст (агрессия слонов)

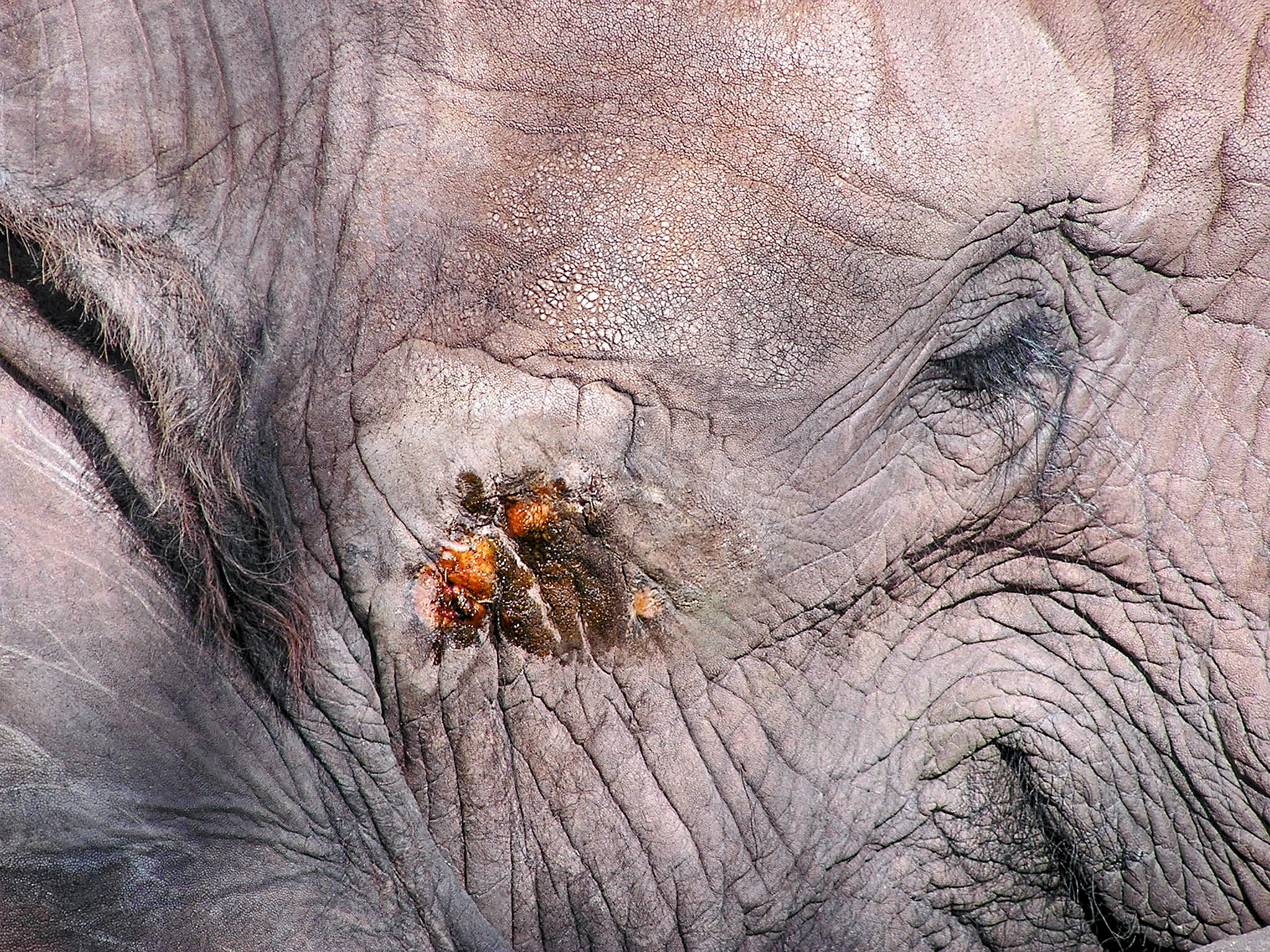
Выделение темпорин во время муста

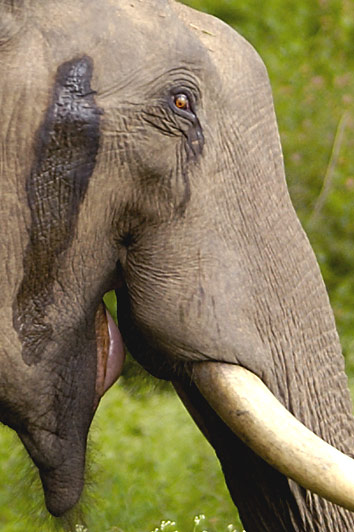
Дикий индийский слон во время муста

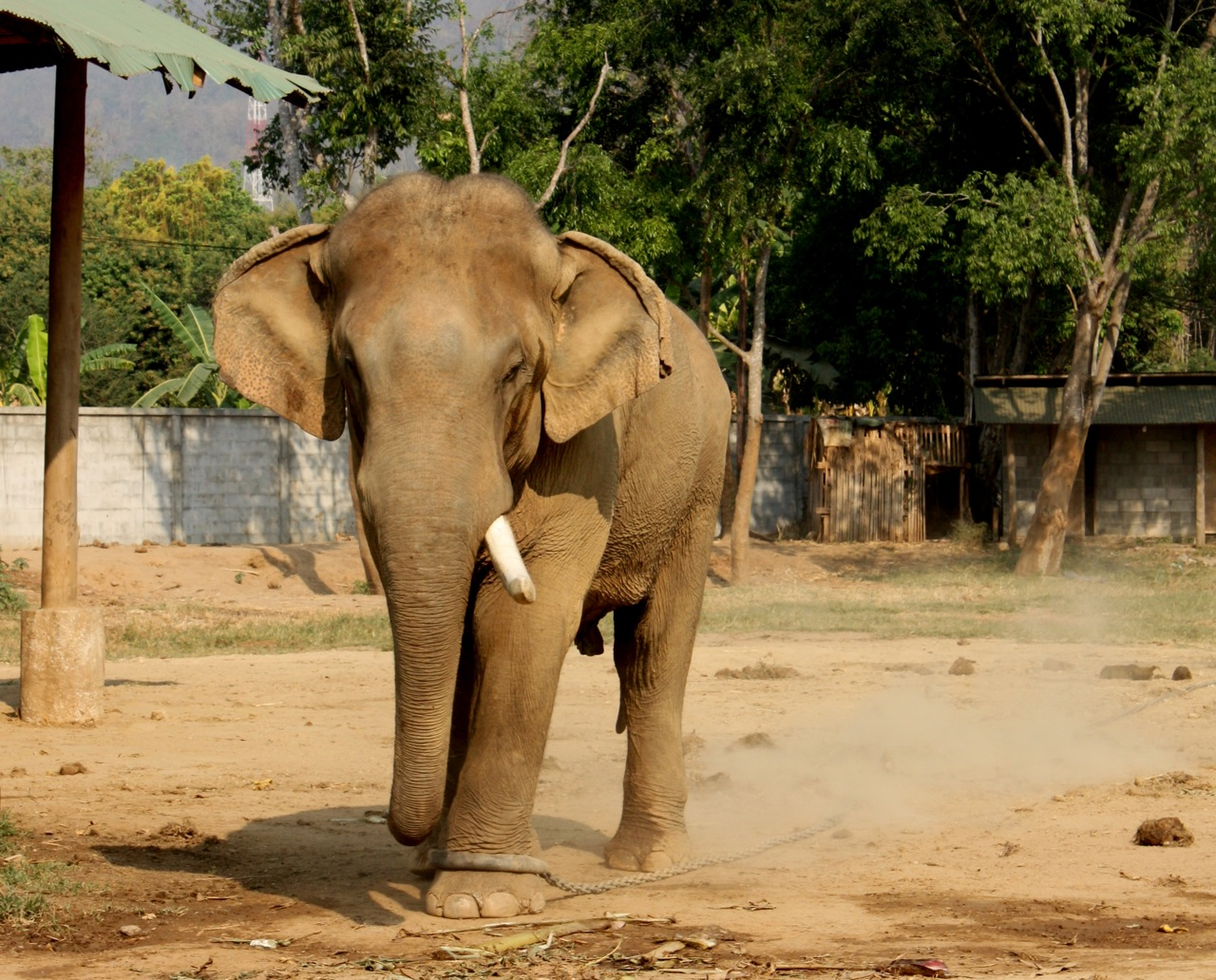
Азиатский слон, прикованный цепью на время муста, с видимыми выделениями из височных желёз

Муст (урду مست‎, из фарси, досл. «пьяный») ― состояние, в которое периодически впадают самцы слонов, характеризующееся чрезвычайно агрессивным поведением и сопровождающееся значительным повышением уровней репродуктивных гормонов.
Во время муста уровень тестостерона может повышаться в среднем до 60 раз по сравнению с обычным для того же слона в другое время, а в отдельных случаях — даже до 140 раз. Однако вопрос о том, является ли этот гормональный всплеск единственной причиной муста или всего лишь сопровождает его, остаётся открытым.
Исследование муста сопряжено с большими трудностями в силу того, что во время этого явления даже самые спокойные слоны становятся крайне агрессивными по отношению к людям, другим животным и друг другу.

## Причины

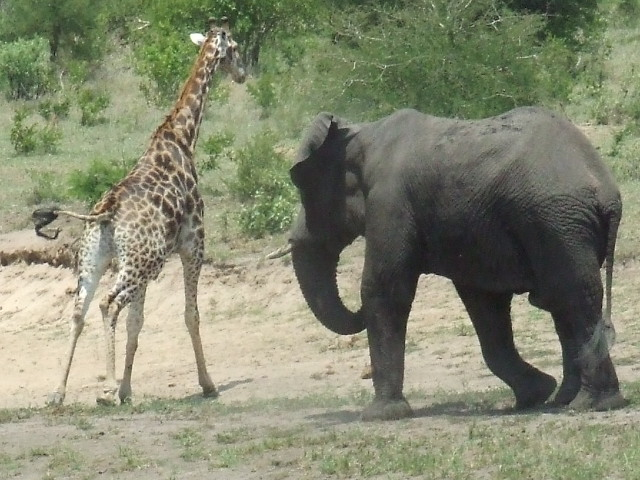
Впавший в муст африканский слон преследует жирафа

Хотя посетители зоопарков часто предполагают, что муст тесно связан с гоном, биологическая связь между этими явлениями маловероятна, потому что цикл течки у самок слонов не связан с сезонами в отличие от муста, который чаще всего случается зимой. Более того, во время муста самцы часто нападают на самок вне зависимости от того, находятся ли самки в периоде течки.
Период муста характеризуется агрессивным поведением, нагрубанием и секрецией височных желёз и связанных с ними поведенческими изменениями для многих видов слонов.
Поводыри, на протяжении веков использующие слонов в сельскохозяйственных работах и живущие в очень тесной связи с домашними слонами, приобрели обширные знания о мусте, но большая часть этой информации остаётся незарегистрированной в научной литературе.
Очевидные физиологические проявления: сокращение потребления пищи, выделения в моче, непродолжительное время увеличение височных желёз и обильные выделения из них; продолжительно — шумное дыхание; резкое усиление агрессивного поведения. Неочевидные проявления: высокий уровень белка в моче и низкий уровень магния в сыворотке крови; во время муста изменяется метаболизм, например, увеличивается катаболизм; изменяется состав липидов с высоким уровнем липазы в сыворотке крови; изменяются физико-химические факторы, такие как уровень электролитов, влияющих на химический состав и потенциальную биологическую активность высвобождаемых соединений. В начальном периоде муста отмечается повышенный уровень тестостерона и повышение сексуальной активности.
В этом состоянии у слонов уши распущены; поведение настороженное; глаза полностью открыты, взгляд блуждающий; мышцы жёсткие и напряженные; дыхание шумное; склонность деструктивного поведения по отношению к людям, особенно к погонщикам. Животное агрессивно, проявляет нежелание подчиняться командам. В этот период, который может длиться от 30 до 45 дней, также часто случаются нападения на других слонов.

## Эффекты

### Выделения
Во время муста слоны часто выделяют вязкую жидкость, напоминающую смолу, из височных желёз по бокам головы. Эта жидкость называется темпорином и содержит белки, жиры (в том числе холестерин), фенол, п-крезол и сесквитерпены (в том числе фарнезол и производные от него). Помимо этого, собранные в зоопарках выделения и моча слонов содержат существенно повышенные концентрации пахучих кетонов и альдегидов.
Агрессия слона может быть обусловлена реакцией на темпорин, который в природе стекает слону в рот. Другим важным фактором может быть сопровождающее процесс раздувание височных желёз. Давя на глаза, они вызывают острую боль, сопоставимую с острой болью, вызываемой абсцессом зуба. Слоны пытаются бороться с болью, роя землю бивнями.

### Поведение
Хотя муст связывают с возбуждением или доминированием, соотношение между этими явлениями остаётся неясным. Во время муста дикие самцы издают характерный низкий звук, который другие слоны могут услышать на значительном расстоянии. Было показано, что он привлекает самок во время течки, заставляя их подавать ответные сигналы. В то же время самцы (особенно молодые) и не готовые к спариванию самки в какой-то мере пытаются избегать такого звука, что позволяет предположить наличие выгод от впадания в муст.
Описаны случаи, когда дикие слоны нападают на деревни или увечат до смерти носорогов в африканских национальных парках. Такие случаи связывают с мустом у молодых самцов, особенно если они выросли, не встречаясь с более старыми. Исследования дают основания полагать, что возвращение старых слонов в популяцию позволяет предотвратить муст (и, как следствие, подобное агрессивное поведение) у молодых.
В стаде агрессию молодых самцов в возрасте 20 лет могут корректировать старые и опытные вожаки, которые берут под контроль поведение «молодёжи». Опыт работы с повышенной агрессией молодых самцов в национальных парках ЮАР Пиланесберг (Pilanesberg) и Крюгера показал, что молодым самцам для приобретения опыта необходимо «наставничество» и «уроки» старшего поколения: когда в парк Крюгер привезли шестерых крупных взрослых самцов, буквально через несколько часов слоны-подростки поняли, как нужно себя вести, порядок был восстановлен, носорогов никто не трогал.

### Воздействие на приручённых слонов

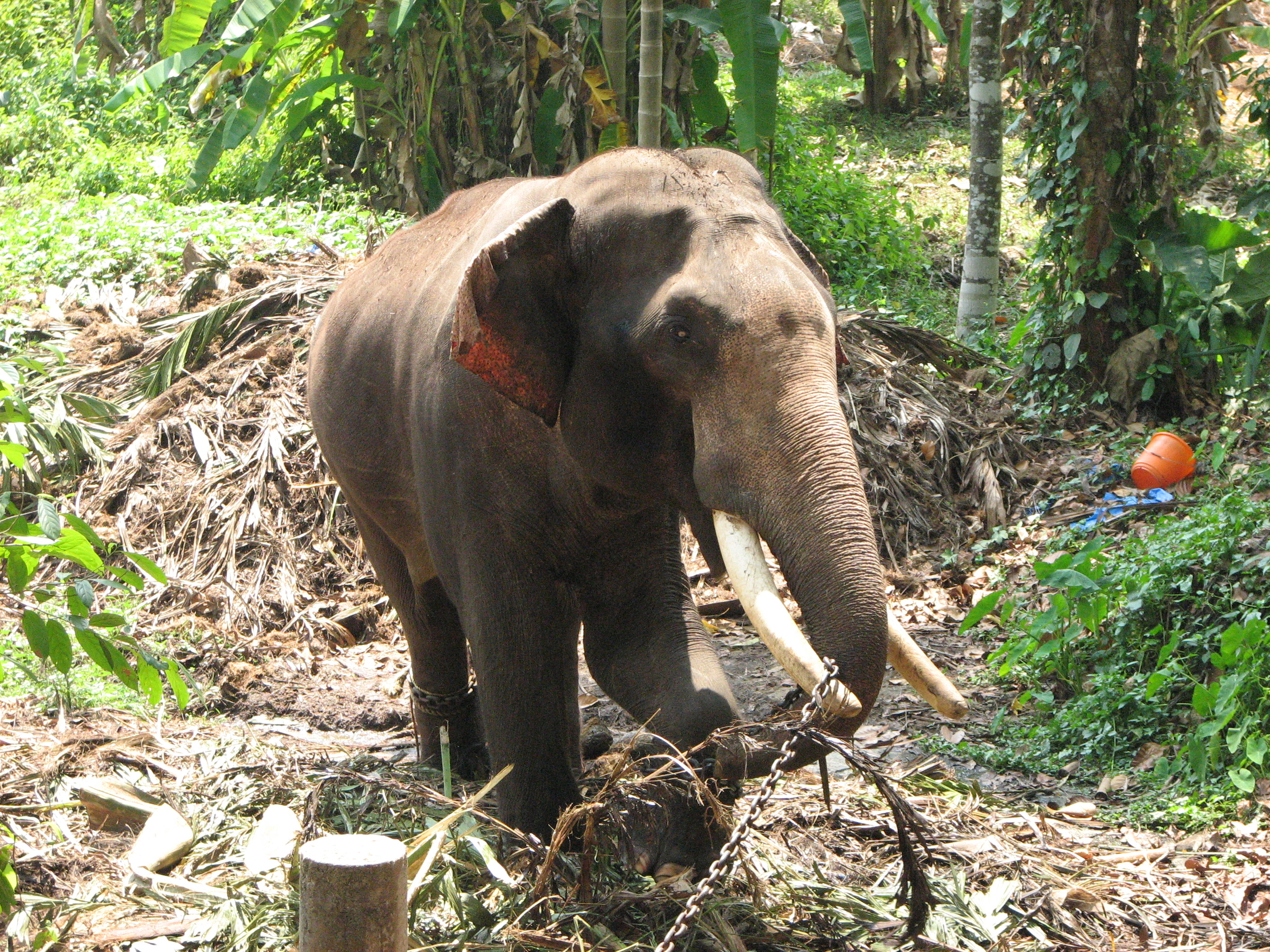
Слон, впавший в муст, пытается порвать цепь

По мнению Эдгарда Запашного, «слоны — одни из самых агрессивных животных» даже в цирке, где их дрессируют с раннего возраста, слон «является одним из самых серьёзных животных».
Впавший в муст слон чрезвычайно опасен для людей и других слонов. В зоопарках неоднократно случалось так, что впадавшие в муст самцы в приступах неконтролируемой ярости убивали смотрителей, хотя до муста были дружелюбны. В отличие от обычного поведения, подчёркивающего доминирование, во время муста самцы могут нападать даже на слонов из своей семьи и даже на собственных детёнышей. Чтобы содержать взрослого слона в неволе, требуются специально построенные особо прочные вольеры, где можно изолировать впавших в муст слонов. Из-за этого размножать слонов в неволе становится намного сложнее. Поэтому в большинстве зоопарков, в которых есть один или несколько слонов, содержатся только самки.
В Индии впавших в муст приручённых слонов традиционно привязывают к крепкому дереву и оставляют без пищи и воды на несколько дней, после чего муст завершается. Часто махаутам удаётся существенно сократить продолжительность муста, обычно до 5-8 дней. Также для этого используются снотворные препараты наподобие ксилазина.
В развитых странах слона изолируют в укреплённом загоне на период от 1 до 2 месяцев, пока муст не прекратится сам по себе. Помимо этого, в пищу слону подмешивают противовоспалительные и обезболивающие препараты и транквилизаторы. Во время муста слона нельзя перевозить, выпускать на волю и допускать его встречи с другими слонами. Кормить, поить и мыть впавших в муст слонов можно только удалённо: любой смотритель, который приблизится к такому слону, будет атакован. Некоторые индийские махауты полагают, что этот метод более жесток, чем описанный выше метод, заключающийся в том, чтобы оставить его без пищи и воды примерно на неделю, после которой муст закончится, а слона можно будет вернуть в стадо.

## Муст в культуре
В индийской поэзии и прозе часто упоминаются впавшие в муст слоны, а выделения из их височных желёз часто называются ихором.[прояснить] Например, в написанной Калидасой поэме «Рагхувамша» упоминается, что королевские слоны выделяют семь потоков ихора, чей запах сравним с запахом семилистника (вероятно, имелось в виду дерево вида Alstonia scholaris). Этот феномен нередко фигурирует в литературе на санскрите, тамильском языке и пали.
В книге Жюля Верна «Вокруг света за 80 дней» Филеас Фогг покупает слона, которого кормили маслом, чтобы довести его до состояния муст. В автобиографическом рассказе «Как я стрелял в слона» Джордж Оруэлл описывает, как слон в Бирме впал в муст, убил индийца и был застрелен. В романе о Джеймсе Бонде — «Человек с золотым пистолетом» (1965) — упоминается, что злодей Франциско Скараманга стал хладнокровным убийцей после того, как слон, на котором он исполнял трюки в цирке, впал в муст и был застрелен.
Тамильский фильм «Кумки» (2012), посвящённый махауту и приручённому им слону, показывает, как слон впадает в муст. Одомашненных слонов в Индии обучают либо выполнять простые работы в храмах и на фестивалях, либо защищать деревни от диких слонов. Приученные к работам при храме слоны обычно отличаются кротким нравом и неспособны противостоять диким слонам. В фильме показано, как деревне понадобился слон-кумки, обученный отгонять диких слонов, которые приходят в деревню во время сбора урожая. Обедневший махаут соглашается предоставить обученного при храме слона, надеясь, что дикие слоны не придут. Когда во время сбора урожая дикие слоны приходят в деревню, обученный при храме слон впадает в муст, начинает бороться с дикими слонами, убивает самых опасных слонов из стада и погибает от полученных травм.